# Muhe gusjeničarke
Muhe gusjeničarke (tahine; lat. Tachinidae), porodica dvokrilaca koja parazitira na štetnicima, tako da se ubrajaju u vrlo korisne kukce važne u suzbijanju štetnika. Ženke odlažu jaja u blizini domadara (gusjenice) na biljku kojom se domadar hrani ili pojedinačno na kožu domadara probijajući njegovu kožu posebnom iglicom ili pilom u koju onda izleže jaja. Ličinka muhe isprva se hrani krvi domadara, a kasnije isišu i sve unutarnje organe nakon čega se izvlače iz uginulog domaćina. Neke vrste imaju po dvije, pa i tri generacije godišnje
Muhe tahine koje legu jaja u blizini domadara ili na tlu koje kasnie traže domaćina legu oko 1.000-5.000 jaja, dok one koje polažu jaja u domaćinu legu oko 30-100 jaja. 
Tahine parazitiraju na više vrsta leptira, a od njih neke i na preko 60, Compsilura concinnata, koja napada i neke ose listarice. Ernestia rudis odlaže jaja na domaćina. Sturmia gilva je malena muha koja parazitira na više vrsta leptira, a jaja polaže na biljku kojom se domadar hrani. Carcelia chelonidae parazitira u gusjenicama leptira i nekih drugih kukaca. Tachina larvarum je najraširenija vrsta poznata kao parazit na šumskim i poljoprivrednim štetnicima.
Postoji blizu 10.000 vrsta ovih muha, od kojih neke pripadaju potporodicama Dexiinae, Exoristinae, Goniinae i Phasiinae.
- Triarthria setipennis
- Ceranthia lichtwardtiana
- Ormia ochracea, trudna ženka
- Wagneria costata
- Trixa conspersa

## Rodovi
- Vidi popis svih rodova